# Pierre Musy
Pierre Musy (Albeuve, 25 augustus 1910 - Düdingen, 21 november 1990) was een Zwitsers bobsleepiloot en eventingruiter. Musy won tijdens de Wereldkampioenschappen bobsleeën  in 1935 de zilveren medaille in de viermansbob. Tijdens de Olympische Winterspelen 1936 stuurde Musy de Zwitserse viermansbob naar de gouden medaille. Musy nam deel aan de Olympische Zomerspelen 1948 en behaalde daar op zijn paard Französin de vierde plaats in de landenwedstrijd eventing.

## Resultaten
- Wereldkampioenschappen bobsleeën 1935 in Sankt Moritz  in de viermansbob
- Olympische Winterspelen 1936 in Garmisch-Partenkirchen  in de viermansbob
- Olympische Zomerspelen 1948 in Londen 32e in de eventing individueel met Französin
- Olympische Zomerspelen 1948 in Londen 4e in de eventing landenwedstrijd met Französin

1924: Scherrer / Neveu / A.Schläppi / H.Schläppi ·
1928: Fiske / Tucker / Mason / Gray / Parke ·
1932: Fiske / Eagan / Gray / O'Brien ·
1936: Musy / Gartmann / Bouvier / Beerli ·
1948: Tyler / Martin / Rimkus / D'Amico ·
1952: Ostler / Kuhn / Nieberl / Kemser ·
1956: Kapus / Diener / Alt / Angst ·
1964: V.Emery / Kirby / Anakin / J.Emery ·
1968: Monti / De Paolis / Zandonella / Armano ·
1972: Wicki / Leutenegger / Camichel / Hubacher ·
1976: Nehmer / Babock / Germeshausen / Lehmann ·
1980: Nehmer / Musiol / Germeshausen / Gerhardt ·
1984: Hoppe / Wetzig / Schauerhammer / Kirchner ·
1988: Fasser / Meier / Fässler / Stocker ·
1992: Appelt / Schroll / Winkler / Haidacher ·
1994: Czudaj / Brannasch / Hampel / Szelig ·
1998: Langen / Zimmermann / Jakobs / Hampel ·
2002: Lange / Kühn / Kuske / Embach ·
2006: Lange / Hoppe / Kuske / Putze ·
2010: Holcomb / Mesler / Tomasevicz / Olsen ·
2014: Melbārdis / Dreiškens / Vilkaste / Strenga  ·
2018: Friedrich / Bauer / Grothkopp / Margis   ·
2022: Friedrich / Margis / Bauer / Schüller